# Orpin à feuilles épaisses
Sedum dasyphyllum
Espèce
Classification phylogénétique
L'Orpin à feuilles épaisses (Sedum dasyphyllum) est une espèce de plantes succulentes de la famille des Crassulacées.
Cet orpin est facilement reconnaissable grâce à ses feuilles opposées, de couleur vert à bleu turquoise. Ses fleurs sont blanches et de petite taille, mais à la différence de Sedum album, les ovaires y sont verts et non blancs.

## Description

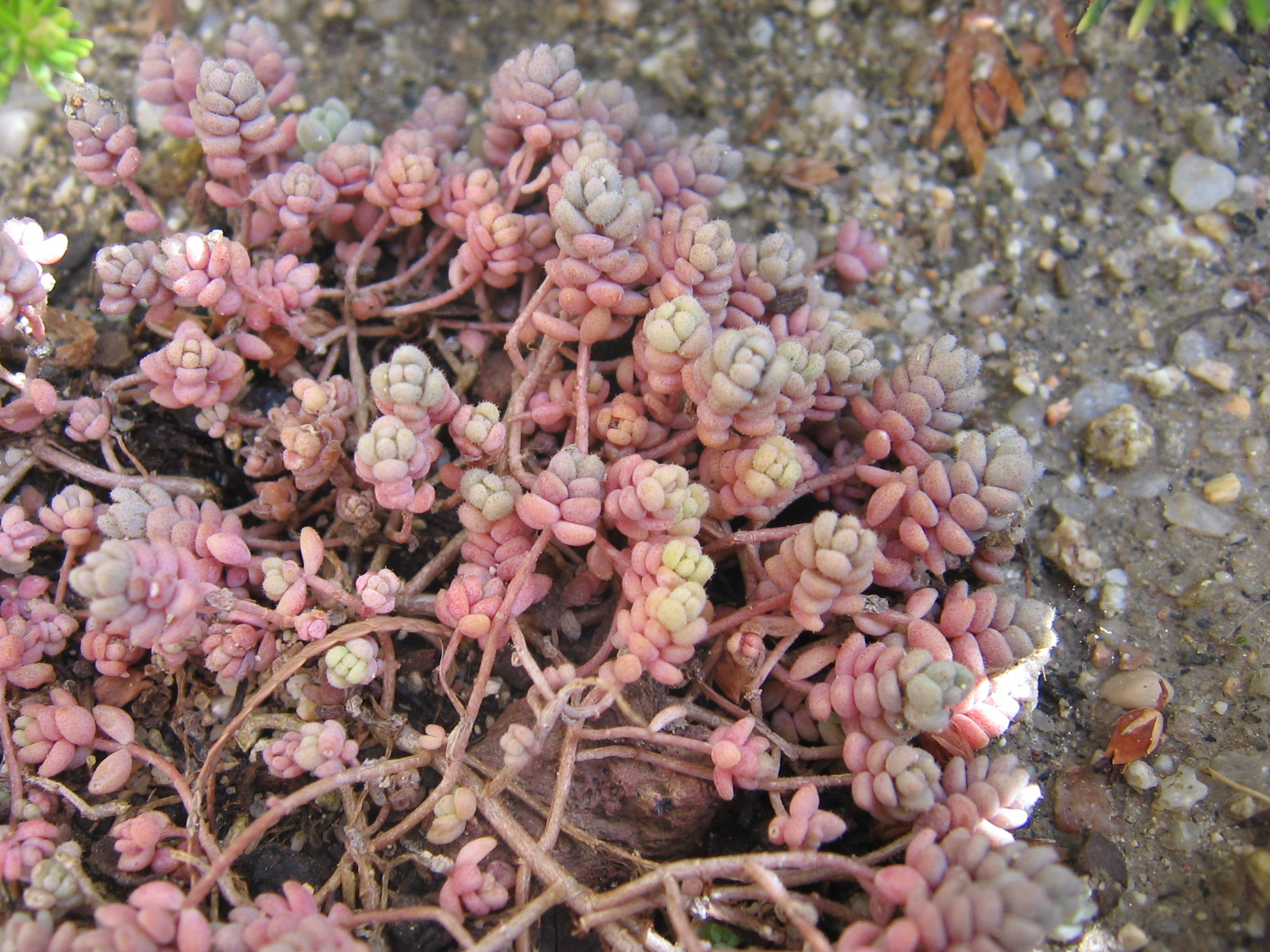
Sedum dasyphyllum à une saison différente.

### Caractéristiques
- Organes reproducteurs
  - Couleur dominante des fleurs : blanc
  - Période de floraison : juillet-septembre
  - Inflorescence : cyme multipare
  - Sexualité : hermaphrodite
  - Pollinisation : entomogame
- Graine
  - Fruit : follicule
  - Dissémination : anémochore
- Habitat et répartition
  - Habitat type : parois européennes
  - Aire de répartition : méditerranéen occidental

Données d'après : Julve, Ph., 1998 ff. - Baseflor. Index botanique, écologique et chorologique de la flore de France. Version : 23 avril 2004.